# Men at Work (telessérie)
Men at Work (intitulada em Portugal: Homens Trabalhando) é uma sitcom americana criada por Breckin Meyer e estrelada por Danny Masterson, Michael Cassidy, Adam Busch, James Lesure e Meredith Hagner. A série estreou na TV pela TBS em 24 de maio de 2012. A segunda temporada estreou pela TBS em 4 de Abril de 2013 com mais uma temporada de 10 episódios.
Em 11 de Maio de 2014, a TBS cancelou Men at Work após três temporadas.

## Sinopse
A série segue Milo (Danny Masterson), um homem que recentemente terminou seu relacionamento com sua namorada, Lisa, e tenta voltar a entrar na cena de namoro com a ajuda de seus três melhores amigos/colegas de trabalho, Tyler, Gibbs e Neal (Michael Cassidy, James Lesure, Adam Busch), este último amigo é o único que tem uma namorada, Amy (Meredith Hagner). Juntos, os quatro amigos ajudam uns aos outros a navegar através de relacionamentos, amizade além de trabalharem juntos na mesma revista, "Full Steam".

## Elenco

### Principal
- Danny Masterson como Milo Foster
- Michael Cassidy como Tyler Mitchell
- Adam Busch como Neal Bradford
- James Lesure como Gibbs
- Meredith Hagner como Amy Jordan

### Recorrente
- J. K. Simmons como P.J. Jordan, Dono da Full Steam Magazine e pai de Amy.
- Joel David Moore como Doug, ex-editor da Revista Full Steam.